# Sankt Antönien
Sankt Antönien är en ort och tidigare kommun i distriktet Prättigau/Davos i den schweiziska kantonen Graubünden. Kommunen bestod av ortsdelerna Sankt Antönien Platz, Rüti och ett antal mindre byar i övre delen av Sankt Antöniental, en sidodal till Prättigau.

## Historik
Dalen var obefolkad fram till 1300-talet, då den började uppodlas och befolkas av tyskspråkiga walser från Klosters. 1370 byggdes en kyrka, vilken sedan 1524 är reformert. När kantonen 1851 indelades i kommuner blev Sankt Antönien uppdelat på tre kommuner: Sankt Antönien Ascharina, Sankt Antönien Castels och Sankt Antönien Rüti. De två sistnämnda slogs 1979 ihop till Sankt Antönien, till vilken även Ascharina anslöt sig 2007. Slutligen införlivades Sankt Antönien med grannkommunen Luzein år 2016.